# Bradysia yuhuacavernaria
Bradysia yuhuacavernaria är en tvåvingeart som beskrevs av Yang och Zhang 1995. Bradysia yuhuacavernaria ingår i släktet Bradysia och familjen sorgmyggor. Inga underarter finns listade i Catalogue of Life.